# Alberto Latini
Alberto Latini (Certaldo, 16 aprile 1936) è un ex calciatore italiano, di ruolo ala.

## Carriera
Ha disputato 9 incontri nel campionato di Serie A 1959-1960 con la maglia del Palermo, esordendo in massima serie il 20 settembre 1959 in Palermo-Sampdoria (2-1).
Ha inoltre totalizzato 68 presenze e 2 reti in Serie B nelle file di Palermo e Monza, conquistando coi rosanero la promozione in Serie A nella stagione 1958-1959.

## Palmarès

### Club

#### Competizioni nazionali
- Serie C: 1

Reggiana: 1957-1958

#### Competizioni regionali
- Promozione: 1

Poggibonsi: 1954-1955